# Эрнандес, Элиас
Эли́ас Эрна́н Эрна́ндес Хакуинде (исп. Elías Hernán Hernández Jacuinde; род. 29 апреля 1988, Морелия) — мексиканский футболист, полузащитник. Выступал за сборную Мексики.

## Клубная карьера
Элиас Эрнандес начал свою футбольную карьеру в клубе «Монаркас Морелия». Его дебют в чемпионате Мексики произошёл Апертуре—2007, 27 октября 2007 года в матче против «УАНЛ Тигрес». Эрнандес вышел на замену на 60-й минуте матча, а его команда одержала победу со счётом 1:0. Во втором своём матче в Апертуре—2007, 3 ноября 2007 года, Элиас Эрнандес также вышел на замену на 46-й минуте матча, и забил первый гол на 57-й минуте в матче против «Крус Асуль». Всего за «Монаркас Морелия» Элиас провёл 130 игр и забил 22 гола.

## Международная карьера
Дебют Элиаса Эрнандеса в сборной Мексики произошёл 11 августа 2010 года в товарищеском матче против сборной Испании, завершившимся со счётом 1:1. Эрнандес вышел на замену Джовани дос Сантоса на 65-й минуте матча. Первый гол за сборную Элиас провёл 7 сентября 2010 года в товарищеском матче против сборной Колумбия — 1:0.
Элиас Эрнандес был включён в состав сборной Мексики на Золотой кубок КОНКАКАФ 2011, где сыграл всего один матч. Это случилось во 2-м туре группового турнира матча против сборной Коста-Рики. Эрнандес вышел на замену на 66-й минуте матча вместо Альдо де Нигриса и сделал голевой пас на 76-й минуте на Хавьера Эрнандеса.

### Голы за сборную
| #   | Дата            | Место   | Противник | Счёт | Результат | Соревнование      |
| --- | --------------- | ------- | --------- | ---- | --------- | ----------------- |
| 01. | 7 сентября 2010 | Мексика | Колумбия  | 1:0  | 1:0       | Товарищеский матч |